# کینگستون (یوتا)
کینگستون (به انگلیسی: Kingston) شهری در ایالت یوتا کشور ایالات متحده آمریکا است که جمعیت آن در سرشماری سال ۲۰۱۰ میلادی، ۱۷۳ نفر بوده‌است.